# Championnat du Burkina Faso de football 2021-2022
Navigation
Saison précédente Saison suivante
La saison 2021-2022 du Championnat du Burkina Faso de football est la soixantième édition de la première division au Burkina Faso, organisée sous forme de poule unique, le Championnat National.
Le Rail Club du Kadiogo termine à la première place du championnat et remporte son quatrième titre de champion du Burkina Faso.

## Organisation
Toutes les équipes se rencontrent deux fois au cours de la saison. En fin de saison, les deux derniers du classement sont relégués et remplacés par les deux meilleures formations de deuxième division.
Deux places en compétitions continentales sont réservées aux clubs burkinabés : le champion se qualifie pour la Ligue des champions de la CAF 2022-2023 tandis que le vainqueur de la Coupe du Burkina Faso obtient son billet pour la Coupe de la confédération 2022-2023.

## Les clubs participants
- Union sportive des Forces armées
- Étoile filante de Ouagadougou
- Association sportive du Faso-Yennenga
- Association sportive de la SONABEL
- Racing Club de Bobo
- ASEC Koudougou
- Police Football Club
- Rail Club du Kadiogo
- Salimata et Tasséré Football Club
- AS Douanes
- Association sportive des fonctionnaires de Bobo-Dioulasso
- Majestic Sporting Club
- Royal Football Club
- Vitesse Football Club
- Association sportive Koupéla - Promu en Championnat National
- Kiko Football Club - Promu en Championnat National

### Classement
| Rang | Équipe                 | Pts | J  | G  | N  | P  | Bp | Bc | Diff |
| ---- | ---------------------- | --- | -- | -- | -- | -- | -- | -- | ---- |
| 1    | Rail Club du Kadiogo   | 50  | 30 | 13 | 11 | 6  | 34 | 26 | +8   |
| 2    | Majestic Sporting Club | 49  | 30 | 15 | 4  | 11 | 38 | 32 | +6   |
| 3    | Étoile filante         | 48  | 30 | 12 | 12 | 6  | 32 | 16 | +16  |
| 4    | AS DouanesC            | 48  | 30 | 13 | 9  | 8  | 22 | 18 | +4   |
| 5    | ASFA Yennenga          | 45  | 30 | 12 | 9  | 9  | 27 | 20 | +7   |
| 6    | ASEC Koudougou         | 42  | 30 | 10 | 12 | 8  | 20 | 14 | +6   |
| 7    | USFA                   | 39  | 30 | 9  | 12 | 9  | 22 | 23 | -1   |
| 8    | AS SONABEL T           | 38  | 30 | 11 | 5  | 14 | 25 | 33 | -8   |
| 9    | Police FC              | 37  | 30 | 9  | 10 | 11 | 29 | 31 | -2   |
| 10   | Royal FC               | 37  | 30 | 10 | 7  | 13 | 31 | 34 | -3   |
| 11   | ASFB                   | 37  | 30 | 9  | 10 | 11 | 24 | 29 | -5   |
| 12   | Vitesse FC             | 36  | 30 | 9  | 9  | 12 | 29 | 34 | -5   |
| 13   | Salitas FC             | 36  | 30 | 10 | 6  | 14 | 26 | 35 | -9   |
| 14   | Racing Club de Bobo    | 35  | 30 | 8  | 11 | 11 | 18 | 25 | -7   |
| 15   | Kiko Football Club P   | 34  | 30 | 8  | 10 | 12 | 28 | 31 | -3   |
| 16   | AS Koupéla P           | 34  | 30 | 7  | 13 | 10 | 15 | 19 | -4   |

|  | Qualification pour la Ligue des champions de la CAF 2022-2023         |
|  | Qualification pour la Coupe de la confédération 2022-2023             |
|  | T : Tenant du titre C : Vainqueur de la Coupe du Faso P : Promu de D2 |

## Bilan de la saison
| Championnat du Burkina Faso de football 2021-2022 |                                 |
| Champion                                          | Rail Club du Kadiogo (4e titre) |
| Coupes et trophées                                |                                 |
| Vainqueur de la Coupe du Burkina Faso 2021-2022   | AS Douanes                      |
| Qualifications continentales                      |                                 |
| Ligue des champions de la CAF 2022-2023           | Rail Club du Kadiogo            |
| Coupe de la confédération 2022-2023               | AS Douanes                      |
| Promotions et relégations                         |                                 |
| Promus en Championnat National                    |                                 |
| Relégués en Deuxième division                     | Kiko Football Club              |
| Relégués en Deuxième division                     | AS Koupéla                      |